# Домбчевська Ірена Григорівна
Іре́на (Іри́на) Григо́рівна Домбче́вська (6 лютого 1886, м. Бучач, Королівство Галичини та Володимирії, Австро-Угорщина — 5 серпня 1964, Нью-Йорк, США)  — журналістка, публіцистка, громадська активістка, фундаторка «Просвіти» у Галичині, керівник шпиталю Українських січових стрільців, організатор курсів підготовки медсестер для Української Галицької армії, прес-секретар Нью-Йоркського відділення Союзу українок Америки. Дружина доктора права Романа Домбчевського.

## Життєпис

### Вступ до життя
Ірина Домбчевська (з дому Рибчак) народилася 6 лютого 1886 року в місті Бучач на Тернопільщині в родині священника-греко-католика отця Григорія Рибчака, духівника Української Галицької армії. Батьки були щирими патріотами і так же виховували дочку. Дбали про те, щоб вона здобула освіту — школу Ірина закінчила у Львові, мешкаючи у близьких родичів. Панна Рибчак дуже рано стала громадською активісткою, зайнялася журналістикою. В пору виступів української молоді Львова проти полонізації, переводу Львівського університету на польську мову викладання, познайомилася з молодим випускником юридичного факультету, гуцулом Романом Домбчевським — поліглотом, який у 25 володів вісьмома мовами. 1911 року зіграли весілля.

### Активістка «Просвіти»
Молоді поселилися в Миколаєві під Львовом. Роман відкрив юридичну контору, зайнявся юридичною практикою, Ірина — фундаторка місцевої бібліотеки товариства «Просвіта», комплектувала яку в основному за кошти сім'ї та батьків. Під її проводом споруджено і будинок «Просвіти» в містечку, де вона, організувавши тут перший драматичний гурток, поставила на сцені п'єсу поетеси-гуцулки Марійки Підгір'янки (Ленерт) «У чужому пір'ї». У Стрию, куди переїхала згодом сім'я (1928—1932 рр.) очолювала місцеву організацію «Союзу українок». Активно друкувалася в журналах «Жінка», «Жіноча доля», «Кооперативна родина», «Кооперативна республіка». Організовувала у Львові жіночі гуртки та кооперативи. З-під її пера вийшло і опубліковано в виданнях «Нова хата», «Діло» ряд блискучих нарисів. Особливо високим художнім рівнем відзначається спомин «Три стрічі. Пам'яті Олекси Новаківського» (журнал «Жінка», 1935 р. ч. 11).

### Управителька шпиталю Українських січових стрільців

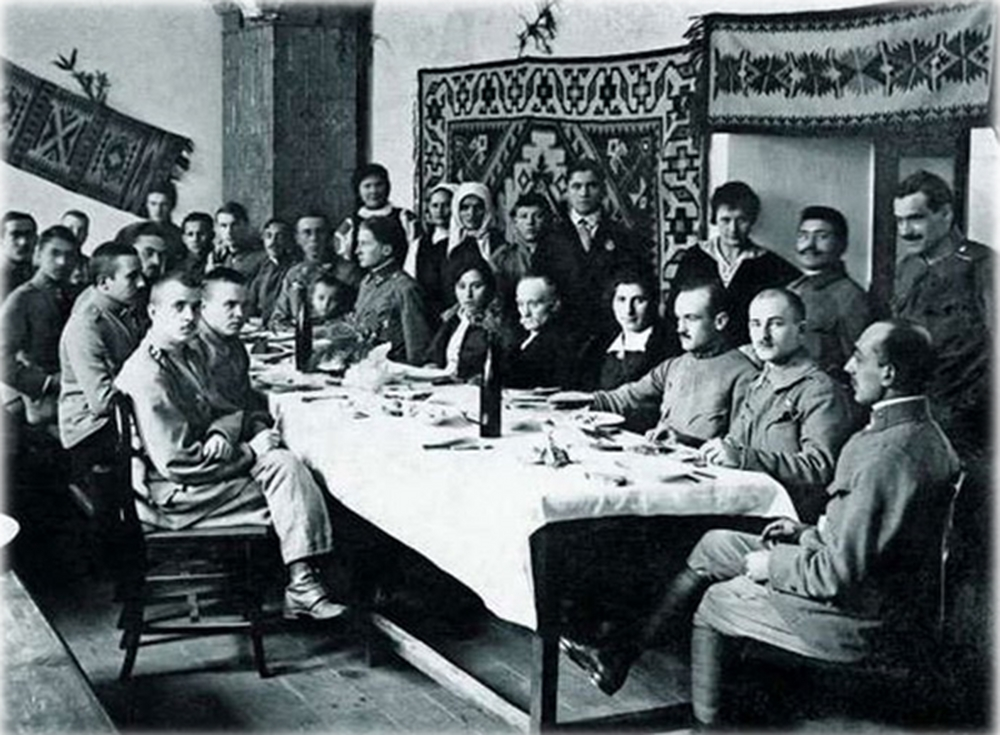
Іван Франко у Притулку УСС. На фото ліворуч від нього медсестра-опікунка Стефанія Рибчак, праворуч управителька Притулку Ірена Домбчевська, другий справа від Франка лікар Володимир Щуровський

З початком бойових дій Першої світової війни, усі члени родини проявили свої кращі людські якості, виступили на захист рідного краю. Чоловік Роман пов'язав свою долю з політичною силою «Союз визволення України», у складі її місії вирушив до Австрії, в табори військовополонених, з метою агітувати українців для вступу в національну армію для захисту незалежності України. Після цього він був сотником Української Галицької армії.
Ірина, залишаючись у Львові, постійно знаходилась у центрі громадсько-політичних подій. У червні 1915 року, коли війна впритул підступила до міста, у великій залі митрополичої палати на горі Святого Юра зібралися поважні громадяни міста і утворили так звану харитативну установу під назвою «Українська самаритянська поміч» (УСП) — організацію, яка планувала займатися питаннями забезпечення життєдіяльності вояків-українців, котрі борються за незалежну Україну проти поляків і московитів. На цьому засіданні Ірину обрали секретарем УСП. Галичани ділилися всім зі своєю армією: несли гроші, коштовності, возами з сіл доставляли продукти. А за тиждень-два пані Ірина організувала на ремонт приміщення десятки львів'ян — студентів, монахинь, професорів, домогосподарок для обладнання шпиталю Українських січових стрільців, бо поранених не було де лікувати. Незабаром такий медичний заклад відкрився на дванадцять кімнат у монастирі студитів при вулиці П. Скарги, 2а. На чергових зборах УСП її призначають управителькою лікувального закладу вояків.

### Опікунки здоров'я Івана Франка
У листопаді 1915 року до шпиталю прибули посли австрійського парламенту від Галичини, які буквально попід руки привели важко хворого великого українського поета Івана Франка. Пані Ірина разом з лікарем Володимиром Щуровським та медсестрою Софією Монджейовською доглядали за великим мислителем української нації в останні дні його життя. Згодом організувала курси підготовки медичних сестер для УГА, в якій її чоловік служив сотником.

### Зникнення Романа
Після війни родина Домбчевських мешкала в Стрию і Львові. Ірина розбудовувала організації товариства «Просвіти», успішно публікувалась у пресі. Роман, практикуючи юриспруденцію, підготував і видав трактат «За право мови» (1934), який заклав правові основи для вільного користування українцям рідною мовою в державних органах влади, і, насамперед, у судах, проти чого різко виступала польська влада. Це був відчутний публічний удар по дискримінаційній полонізації краю, подібне вкрай не сподобалось в офіційній Варшаві. Романа Домбчевського зарахували до ворогів режиму поляків.
Коли у вересні 1939 року Галичину окупувала Червона армія, Романа було заарештовано, причиною була його книга «За право мови» (про українську мову). Серед ночі чекісти прийшли з обшуком і вивели до «воронка» Романа, додому він більше не повернувся.

### Втеча від совєцької окупації
Чимало публікацій Ірини було спрямовано проти совєцької окупації України. Журналістка разом з донькою Христиною покинули Галичину, через Польщу попрямували до Німеччини, оселилися в Мюнхені. Наприкінці 1940-х перебралися до Нью-Йорку: жили вчотирьох — мати Ірина, дочка Христина, зять Юрій Навроцький й онука. Ірена (так вимовлялось її ім'я на західному стилі) стала громадською активісткою. В США тоді ширився рух за створення Союзу українок Америки (СУА), викликаний напливом вихідців з України. Ірина була серед тих, хто формував перші організації в різних містах Америки. Виконувала обов'язки референта і прес-секретаря Нью-Йоркського відділення. Багато її статей з'являється в україномовній газеті «Свобода», в журналі СУА — «Наше життя».

### На різних берегах океану
В сім'ї Домбчевських було двоє дітей — Стефанія (померла від тифу) та Христина (1916-?). З нею матір і пройшла крізь війни Європи, дісталася американського континенту, тікаючи від радянського режиму. Різними способами намагалися дізнатися про долю чоловіка і батька. Багато разів зверталися з запитами до совєцького посольства з проханням повідомити обставини життя Романа. Ірена потрапила на прийом до заступника Генерального секретаря ООН, умовила його написати листа до уряду СРСР з проханням сповістити, де знаходиться її чоловік, ув'язнений НКВС. Але й тут не було ніякої відповіді. Романові інкримінували одну з найстрашніших статей Кримінального кодексу СРСР — 54-13. Її називали «розстрільною».
Його ж звинувачували в зраді за службу сотником в Українській галицькій армії і за книгу «За права мови», де польську та російську мови було названо «окупаційними». Домбчевський, вимучений кількамісячними знущальними допитами, отримав сім років таборів. Відбувши їх на Колимі. Після цього цьому заборонялося: в'їжджати до областей Західної України; займатися юриспруденцією; писати статті на будь-які теми; будь-де публікуватися. Іншими словами, доктора права позбавили всього, чим він жив, що було сенсом його життя.
Роман змушений був поїхати до Одеси, у віці за 60 років влаштуватися вантажником у морському порту. 1952 року його не стало — а дружина й дочка ще багато літ по цьому надсилали в московські інстанції запити про його долю. Останнього листа пані Ірена відіслала наприкінці липня 1964 року, за кілька днів до смерті.

### Дочка
Донька Домбчевських Христина Навроцька пішла по маминій стезі — знаходила зиск у громадській роботі, працювала референтом у Союзі українок Америки. Колеги достойно оцінили її цілеспрямованість і організаторські здібності, на початку 1970-х її обрали заступником голови СУА, на той час впливової громадської організації США. Цей пост вона займала аж до травня 1985 року.

### Вшанування пам'яті
6 червня 1993 р. у Львові, в Музеї Франка, у рамках відзначення пам'яті роковин смерті Франка, відбулося вшанування двох українок — завідувачки шпиталю Українських січових стрільців Домбчевської та медсестри притулку і реабілітації вояків Софії-Зоні Моджейовської. У зв'язку з цим директор музею Івана Франка Роман Горак випустив дві брошури, в яких розповів про двох славних українок, які опікувалися долею хворого творця в останні дні його життя. На урочистостях побували рідні опікунок Івана Франка зі США та України.